# New York Film Critics Circle Awards 1973
La 39ª edizione della cerimonia dei New York Film Critics Circle Awards si è tenuta il 27 gennaio 1974 ed ha premiato i migliori film usciti nel corso del 1973.

## Vincitori e candidati

### Miglior film
- Effetto notte (La Nuit américaine), regia di François Truffaut
- American Graffiti, regia di George Lucas
- Ultimo tango a Parigi, regia di Bernardo Bertolucci

### Miglior regista
- François Truffaut - Effetto notte (La Nuit américaine)
- Costa-Gavras - L'Amerikano (État de siège)

### Miglior attore protagonista
- Marlon Brando - Ultimo tango a Parigi
- Al Pacino - Serpico

### Miglior attrice protagonista
- Joanne Woodward - Summer Wishes, Winter Dreams
- Glenda Jackson - Un tocco di classe (A Touch of Class)

### Miglior attore non protagonista
- Robert De Niro - Batte il tamburo lentamente (Bang the Drum Slowly)
- John Houseman - Esami per la vita (The Paper Chase)

### Miglior attrice non protagonista
- Valentina Cortese - Effetto notte (La Nuit américaine)

### Miglior sceneggiatura
- George Lucas, Gloria Katz e Willard Huyck - American Graffiti